# Yajaira Forero
Yajaira Castro de Forero es una política venezolana y diputada suplente de la Asamblea Nacional por el estado Anzoátegui.

## Carrera
Antes de empezar su carrera política, Yajaira fue comisaria de la Policía Metropolitana de Caracas. Forero fue electa como diputada suplente por la Asamblea Nacional por el estado Anzoátegui para el periodo 2016-2021 en las elecciones parlamentarias de 2015, en representación de la Mesa de la Unidad Democrática (MUD). Durante su gestión, ha integrado la Subcomisión Permanente de Derechos Humanos y Seguridad Ciudadana.
El 19 de agosto de 2016 acudió a la sede del Servicio Bolivariano de Inteligencia Nacional (SEBIN) en Plaza Venezuela, Caracas, como parte de una subcomisión especial de derechos humanos de la Asamblea Nacional integrada también por los diputados Teodoro Campos, Karim Vera, y Franklin Duarte, solicitando que se llevara a cabo a una inspección a los espacios destinados como cárcel, «La Tumba», debido a las denuncias realizadas por personas anteriormente detenidas en el lugar. Los funcionarios del SEBIN impidieron la inspección de los diputados; un grupo especial de oficiales dijo que los sacarían hasta por la fuerza si era necesario «porque era la orden del ministro de Interior y de Nicolás Maduro».
En 2019 Yajaira fue incluida en una lista presentada por la diputada Delsa Solórzano de diputados, entre principales y suplentes, que han sido víctimas de «violaciones de sus derechos humanos, así como de amenazas, intimidación o suspensión ilegal de su mandato en el actual período legislativo».

## Vida personal
Yajaira está casada con Lázaro Forero, quien también ha sido comisario de la Policía Metropolitana de Caracas. Lázaro fue responsabilizado de los sucesos de Puente Llaguno el 11 de abril de 2002 y sentenciado a la pena máxima en el país, y es considerado por defensores de derechos humanos como un preso político.